# 귀주 이야기
《귀주 이야기》(秋菊打官司, The Story Of Qiu Ju)는 중국에서 제작된 장예모 감독의 1992년 드라마 영화이다. 공리 등이 주연으로 출연하였다.

## 출연

### 주연
- 공리

### 조연
- 류 페이치

## 기타
- 미술: 카오

## 홈 미디어
귀주 이야기는 DVD로 여러 차례 출시되었다. 미국에서 제1판 리전 1 DVD는 2000년 7월 20일 컬럼비아/트라이스타 스튜디오에 의해 출시되었다.